# UZ Brussel

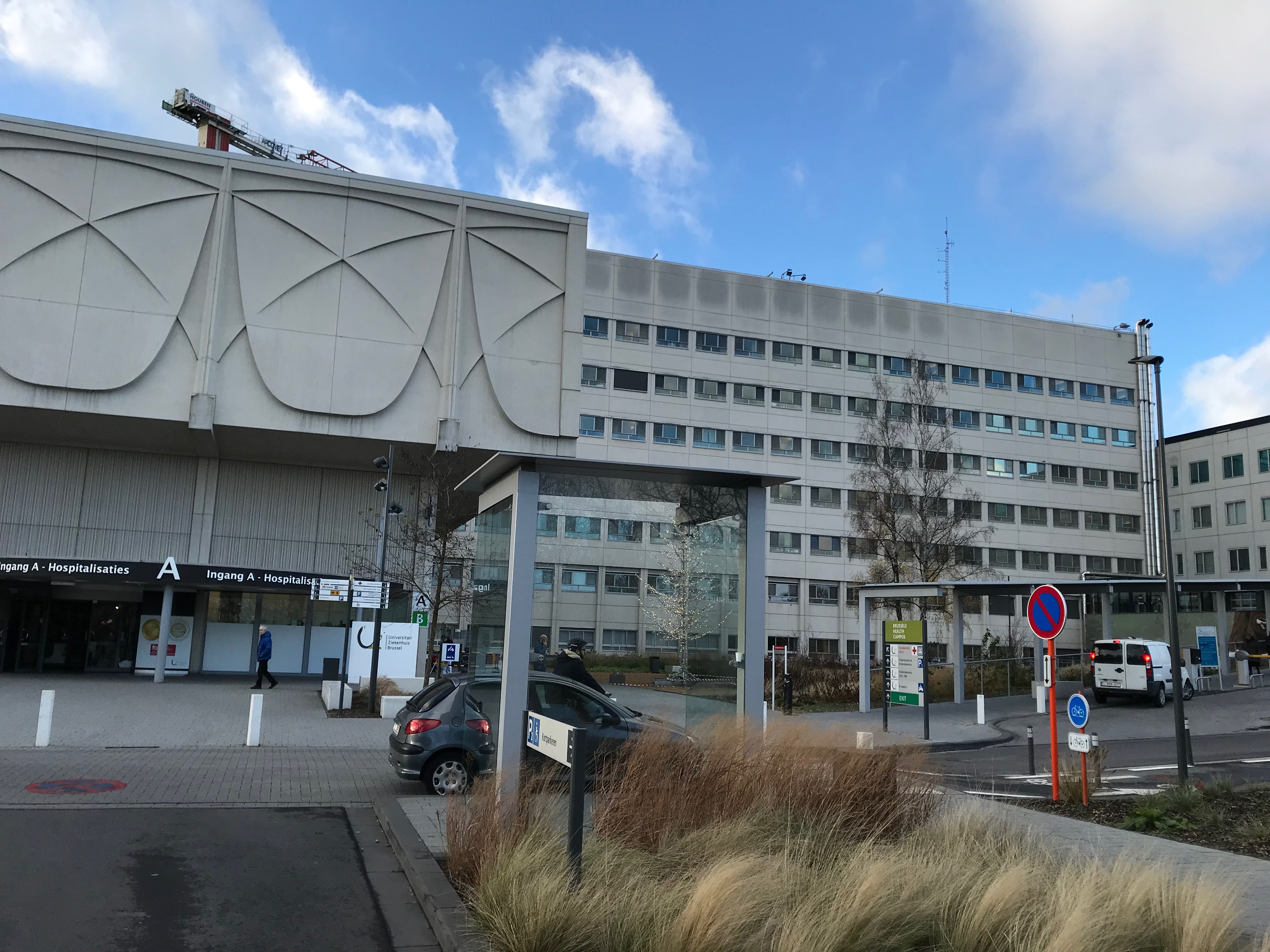
UZ Brussel, 2018

Das UZ Brüssel (Universitair Ziekenhuis Brussel, ehemals AZ-VUB) ist ein flämisches Krankenhaus in der Gemeinde Jette und eines von fünf Universitätskliniken in der Region Brüssel-Hauptstadt.
Das Krankenhaus arbeitet vor allem mit der Fakultät für Medizin und Pharmazie der Vrije Universiteit Brussel zusammen. Der medizinische Campus der Universität befindet sich ebenfalls in Jette, in der Nähe des Krankenhauses. Des Weiteren ist es auch Lehrkrankenhaus für die Pflegeschülerinnen und -schüler der Erasmushogeschool Brussel, die sich ebenfalls in Jette befindet.
Es verfügt über circa 700 Betten. Pro Jahr werden mehr als 25.000 Patienten stationär und 400.000 Patienten ambulant behandelt.

## Geschichte
Nach der Aufspaltung der Freien Universität Brüssel in eine französischsprachige und eine flämische Universität in den Jahren 1968/69 gab es Überlegungen der flämischen Vrije Universiteit Brussel eine medizinische Fakultät mit angegliedertem Krankenhaus zu bauen.
Die Grundsteinlegung erfolgte am 18. April 1977, der erste Patient wurde am 6. Juni 1977 aufgenommen und die offizielle Eröffnung des Krankenhauses datiert auf den 13. Oktober 1977. Zu diesem Zeitpunkt gab es 124 Betten. Die Anzahl der Betten wuchs bis 1980 auf 439 und betrug 1987 679. 2006 wurden 30 Betten des Dodoen-Krankenhauses übernommen. 2009 kamen 20 Betten im Bereich Kinder- und Jugendpsychiatrie hinzu.
Das Notfallzentrum des Krankenhauses wirkte bei der Erstversorgung nach der Katastrophe von Heysel 1985 und nach dem Untergang der Herald of Free Enterprise 1987 mit und war Bestandteil der Katastrophenplanung bei der Fußball-Europameisterschaft 2000.
Die weltweit erste Geburt nach Intrazytoplasmatischer Spermieninjektion (ICSI) fand 1992 am UZ Brussel statt.
Am 1. September 2018 wurde vom belgischen König Philippe eine neue Straßenbahnlinie eingeweiht, die Linie 9, welche die U-Bahn-Station Simonis in der Gemeinde Koekelberg mit Jette und dem Krankenhaus verbindet. Das war nach Jahrzehnten die erste völlig neu Straßenbahnlinie, die durch Brüssel geht.
Eine mauretanischen hochschwangeren Asylbewerberin wurde 2023 der Zugang zum UZ Brussel verweigert, weil sie weder über Geld noch eine Krankenversicherung verfügte. Die abweisenden Krankenhausmitarbeiter wurden daraufhin von der Klinikleitung bestraft.

## Persönlichkeiten
Folgende Persönlichkeiten standen beziehungsweise stehen mit dem UZ Brussel in Verbindung:
- Mbark Boussoufa (* 1984), Fußballspieler, spendete 2012 10.000 € an die Kinderklinik des UZ Brussel[8]
- Pedro Brugada (* 1952), Kardiologe, Leiter des Heart Rhythm Management Centres an der UZ Brussel
- Erik Derycke (* 1949), Politiker (BWP), Vorsitzender des Verwaltungsrates des UZ Brussel
- Willy Gepts (1922–1991), Pathologe und Diabetologe, Leiter der Pathologie des UZ Brussel
- Olaf Michel (* 1956), Hals-Nasen-Ohren-Arzt, stellvertretender Direktor der HNO-Abteilung
- Fernando Nobre (* 1951), Arzt und Menschenrechtler, am UZ Brussel Arzt in der Chirurgie und der Urologie
- Elke Sleurs (* 1968), Gynäkologin und Politikerin (N-VA), Ärztin in Pränataler Diagnostik an der UZ Brussel
- Jean-Pierre Van Rossem (1945–2018), Politiker (ROSSEM), Sponsor und Autor, starb im UZ Brussel